# Why (Arizona)
Why è un census-designated place (CDP) della contea di Pima nello Stato dell'Arizona. È situato vicino al confine occidentale della riserva indiana di Tohono O'odham e a nord dell'Organ Pipe Cactus National Monument, nell'Arizona meridionale. Si trova circa a 48 km a nord del confine tra il Messico e gli Stati Uniti, dove le località di Lukeville, in Arizona, e Sonoyta, nello Stato del Sonora, si incontrano, e 16 km a sud di Ajo, in Arizona.
La popolazione di Why era di 148 abitanti al censimento del 2020.

## Geografia fisica
Secondo l'Ufficio del censimento degli Stati Uniti, ha una superficie totale di 8,96 mi² (23,21 km²).

## Storia
Il centro abitato prende questo nome per via del fatto che le due principali autostrade statali che l'attraversano, la 85 e la 86, in origine formavano un incrocio a Y. All'epoca della sua fondazione, la legge statale imponeva che il nome delle città fossero composti da almeno tre lettere, così le fu dato il nome di "Why" invece di "Y". In seguito il Dipartimento dei trasporti dell'Arizona (ADOT) rimosse l'incrocio a Y per motivi di sicurezza e furono costruite due autostrade per formare un incrocio a T a sud dove in precedenza sorgeva l'altro incrocio.
A causa del suo nome bizzarro (Why in inglese significa "perché"), viene spesso menzionata nelle liste delle località con i nomi più strani.

## Società

### Evoluzione demografica
Secondo il censimento del 2020, la popolazione era di 148 abitanti.